# ساجا، الرجال الذين لا يعودون أبدا
ساجا، الرجال الذين لا يعودون أبداً (بالفرنسية: SAGA, l'histoire des hommes qui ne reviennent jamais)‏ هو فيلم مغربي من إخراج عثمان الناصري سنة 2014، وبطولة كل من مراد الزاوي، عمر لطفي، سعيد باي، فهد بنشمسي، و آخرون.
وكان التصوير في مدينة طنجة وأوكايمدن.

## روابط خارجية
- ساجا، الرجال الذين لا يعودون أبدا على موقع IMDb (الإنجليزية)
- ساجا، الرجال الذين لا يعودون أبدا على موقع فيلمافينيتي (الإسبانية)
- ساجا، الرجال الذين لا يعودون أبدا على موقع كينوبويسك (الروسية)
- الفيلم على موقع africultures.com